# Open (tournoi)
Pour les articles homonymes, voir Open.
En sport, un tournoi « open » est un tournoi « ouvert à tous ». Le terme provient du verbe anglais « to open » qui signifie ouvrir. La définition exacte varie d'un sport à l'autre. Dans certains sports tels le golf, un terme équivalent est omnium. 
En badminton par exemple, l’open de France est un tournoi international auquel ne participent pas seulement des Français, mais des joueurs de tous les pays.
En snooker, des tournois open sont organisés dans différents pays dans le cadre du circuit World Snooker Tour.
En tennis, le concept « open » voit le jour en 1968, avec l’ouverture des tournois aux joueurs professionnels et amateurs, jusque-là séparés en deux groupes distincts. On parle dans ce cas de l’ère Open.
En tennis de table, des tournois open sont organisés dans différents pays dans le cadre du circuit ITTF Pro Tour.

## Cyclisme
En cyclisme sur piste, c’est en 1992 qu’il a été décidé de supprimer la distinction entre coureurs amateurs et coureurs professionnels pour aboutir à une seule compétition dite « open ». On a créé en même temps des compétitions pour les jeunes de moins de 23 ans. Cette nouvelle organisation semblait plus adaptée aux conditions économiques de vie des coureurs amateurs qui étaient fréquemment de faux amateurs (notamment dans les pays de l’Est européen).

## Échecs
Aux échecs, un open est un tournoi ouvert aux joueurs répondant à des conditions d'inscriptions assez larges, et dont le nombre n'est pas fixé au départ. Il est généralement organisé selon le système suisse. Par opposition, dans un tournoi fermé, le nombre de joueurs est fixé d'avance, et chacun affronte tous les autres, une seule fois ou deux fois. Si les joueurs professionnels s'affrontent régulièrement en tournoi fermé, la formule se pratique aussi pour certaines compétitions amateurs.
En anglais open section par opposition à women section désigne un tournoi (championnat de jeunes par exemple) ouvert aux hommes et aux femmes ou une compétition par équipes pouvant être mixtes par opposition à la même compétition réservée aux joueuses.